# تريسي ملشيور
تريسي ملشيور (بالإنجليزية: Tracy Melchior)‏ هي عارضة وممثلة أمريكية، ولدت في 22 يونيو 1973 في هوليوود في الولايات المتحدة.

## وصلات خارجية
- الموقع الرسمي
- تريسي ملشيور على موقع IMDb (الإنجليزية)
- تريسي ملشيور على موقع قاعدة بيانات الفيلم (الإنجليزية)